# Werentschanka
Werentschanka (ukrainisch Веренчанка; russisch Веренчанка, rumänisch Vrânceni, deutsch (bis 1918) Werenczanka) ist ein Dorf im Norden der ukrainischen Oblast Tscherniwzi mit etwa 3700 Einwohnern (2001).

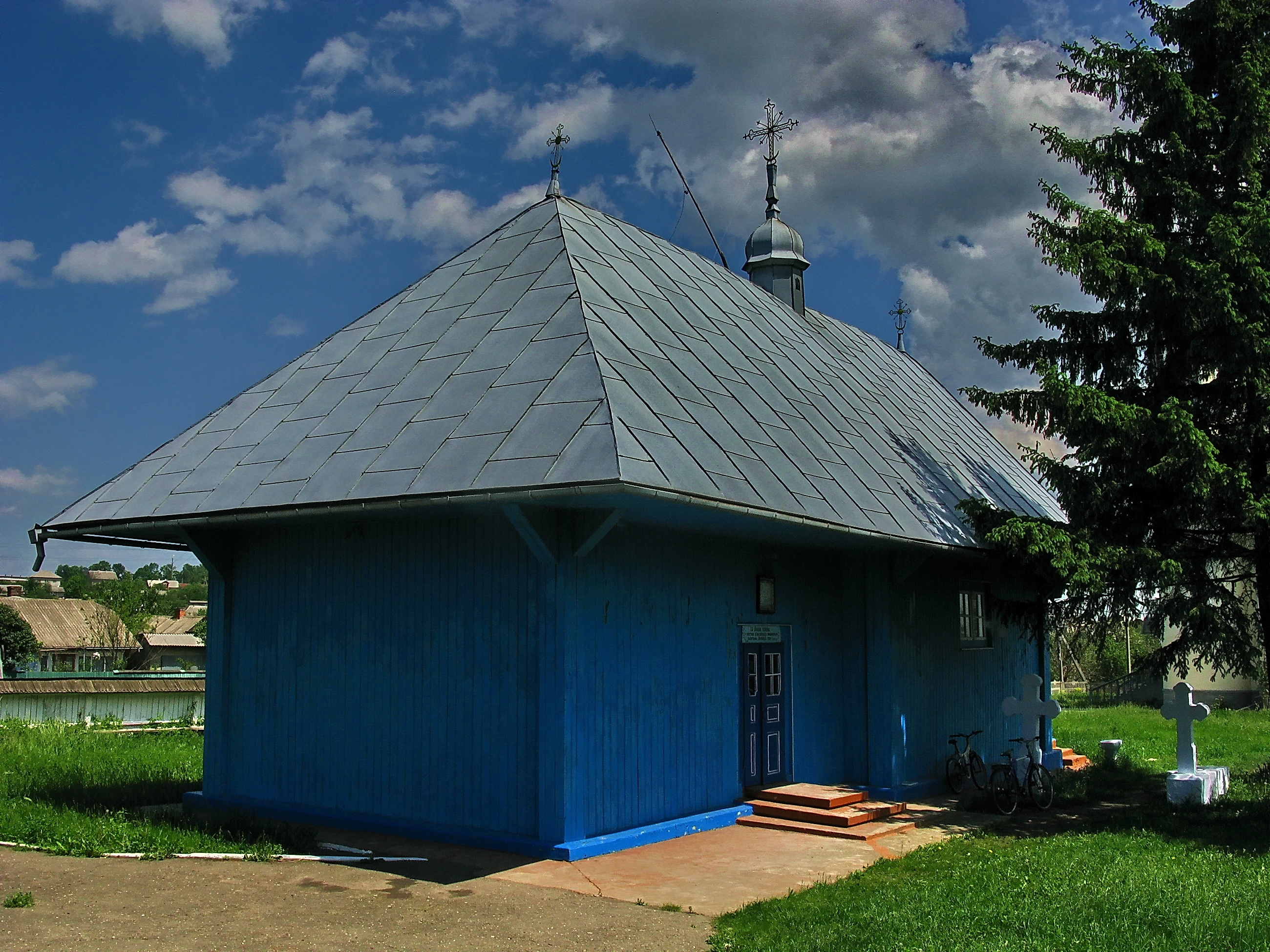
Himmelfahrtskirche in der Ortschaft

Das in der Bukowina gelegene Dorf wurde erstmals 1589 schriftlich erwähnt.
Durch das auf 230 m Höhe gelegene Dorf verläuft die Bahnstrecke Tschortkiw–Luschany und 5 Kilometer östlich des Dorfes verläuft in Nord-Süd-Richtung die Fernstraße M 19.
Die Ortschaft liegt 9 km westlich vom ehemaligen Rajonzentrum Sastawna und 38 km nordwestlich vom Oblastzentrum Czernowitz.
Am 12. Juni 2020 wurde das Dorf zum Zentrum der neu gegründeten Landgemeinde Werentschanka (Веренчанська сільська громада/Werentschanska silska hromada). Zu dieser zählten auch die 6 in der untenstehenden Tabelle aufgelistetenen Dörfer; bis dahin bildete es zusammen mit dem Dorf Jabluniwka (Яблунівка) die Landratsgemeinde Werentschanka (Веренчанська сільська рада/Werentschanska silska rada) im Westen des Rajons Sastawna.
Seit dem 17. Juli 2020 ist der Ort ein Teil des Rajons Tscherniwzi.
Folgende Orte sind neben dem Hauptort Werentschanka Teil der Gemeinde:
| Name                     | Name       | Name                   | Name          | Name             |
| ukrainisch transkribiert | ukrainisch | russisch               | rumänisch     | deutsch          |
| ------------------------ | ---------- | ---------------------- | ------------- | ---------------- |
| Babyn                    | Бабин      | Бабин (Babin)          | Babin         | Babin            |
| Boriwzi                  | Борівці    | Боровцы (Borowzy)      | Borăuţi       | Boroutz          |
| Jabluniwka               | Яблунівка  | Яблоневка (Jablonewka) | Vrâncenii Noi | Dwór Jabłonowski |
| Kysseliw                 | Киселів    | Киселев (Kisselew)     | Chisălău      | Kisseleu         |
| Rudka                    | Рудка      | Рудка                  | Rudca         | Rudka            |
| Wymuschiw                | Вимушів    | Вымушев (Wymuschew)    | Vimuşiv       | Wymusziw         |